# Knowing Me, Knowing You
"Knowing Me, Knowing You" är en popsång framförd av svenska gruppen Abba och skriven av Stikkan Anderson, Benny Andersson och Björn Ulvaeus. Låten släpptes som singel 1977. 

## Historia
"Knowing Me, Knowing You" spelades in 1976 i Metronome studio i Stockholm och innan man kom på den slutgiltiga texten hade olika demoversioner olika arbetsnamn, såsom "Ring It In" och "Number One".
"Knowing Me, Knowing You", med verser sjungna av Anni-Frid Lyngstad, var en av de första Abba-låtarna som handlade om att bryta upp ett förhållande, ett ämne som gruppen återkom till i flera låtar de kommande åren, däribland "The Winner Takes It All" 1980 och "When All is Said and Done" 1981. "Knowing Me, Knowing You" kom dock före Abba-medlemmarnas respektive skilsmässor.
"Knowing Me, Knowing You" togs med på gruppens musikalbum Arrival 1976. Låten släpptes på singelskiva den 18 februari 1977 och kom att bli en av gruppens mest framgångsrika singlar. B-sidan, "Happy Hawaii", hade då redan givits ut i en annan version med annan text och arrangemang på Arrival, då med titeln "Why Did It Have to Be Me". 1992 togs "Knowing Me, Knowing You" med på samlingsalbumet Abba Gold – Greatest Hits, en skiva som nådde stora framgångar runtomkring i världen.
Gruppmedlemmen Benny Andersson kallade i en intervju 2004 "Knowing Me, Knowing You" för en av Abbas bästa inspelningar vid sidan av "Dancing Queen", "The Winner Takes It All" och "When I Kissed the Teacher".

## Mottagande
Med "Knowing Me, Knowing You" fortsatte Abba att nå framgångar på världens topplistor, då singeln var etta i Storbritannien, Irland, Västtyskland, Sydafrika och Mexiko samt nådde topp tre i Österrike, Belgien, Kanada, Schweiz och Nederländerna. Den var också en topp tio-hit i Norge, Nya Zeeland, Australien och Frankrike. I USA blev "Knowing Me, Knowing You" Abba:s sjätte singelskiva på topp 20, där den placerade sig på 14:e plats.
"Knowing Me, Knowing You" var också den första i en andra serie av listettor i Storbritannien för Abba (det fortsatte med "The Name of the Game" 1977 och "Take a Chance on Me" 1978) efter att gruppen tidigare haft tre ettor i följd i Storbritannien under 1976.
Värt att notera är att "Knowing Me, Knowing You" inte gavs ut på singelskiva i Sverige. 

## Listplaceringar
| Lista          | Placering |
| -------------- | --------- |
| Australien     | 9         |
| Belgien        | 2         |
| Finland        | 16        |
| Frankrike      | 9         |
| Irland         | 1         |
| Kanada         | 2         |
| Mexiko         | 1         |
| Nederländerna  | 3         |
| Norge          | 6         |
| Nya Zeeland    | 8         |
| Rhodesia       | 11        |
| Schweiz        | 3         |
| Spanien        | 17        |
| Storbritannien | 1         |
| Sydafrika      | 1         |
| USA            | 14        |
| Västtyskland   | 1         |
| Österrike      | 2         |

## Övrigt
Låten har använts i ledmotivet till en brittisk TV-show med Alan Partridge. I den brittiska TV-serien The Vicar of Dibley, i avsnittet "Love and Marriage", reciterar rollfiguren Jim Trott (spelad av Trevor Peacock) några av sångens ord. Detta sker då Hugo (spelad av James Fleet) och Alice (spelad av Emma Chambers) ska gifta sig, med hans karaktäristiska stamning "no-no-no".